# Christopher (cantor)
Christopher Nissen (nascido em 31 de janeiro de 1992) é um cantor dinamarquês de Copenhague, contratado pela EMI Dinamarca. Em novembro de 2012, ele ganhou um prêmio no Danish Music Awards 2012 como "Revelação do Ano", concedido pela plataforma de streamming Spotify. Possui três álbuns lançados, o debut Colors (2012), seguido por Told You So (2014) e Closer (2016).  
Christopher começou a cantar covers de músicas de outros cantores.  O seu single de estreia foi " Against the Odds ", co-escrito por Kay & Ndustry, Kasper Larsen, Ole Brodersen, Curtis Richa e Johan Wetterberg.  Foi lançado em setembro de 2011, alcançando o número 23 na Danish Singles Chart.  O videoclipe que o acompanha é dirigido por Nicolas Tobias Følsgaard e Jonas Lodahl Andersen.  Seu trabalho seguinte, " Nothing in Common ", conseguiu seu primeiro top 5 nas paradas dinarmaquesas, trazendo grande expectativa para o lançamento de seu primeiro álbum. Seu primeiro disco de estúdio, Colors foi lançado em 2013.
Em 2023 ele foi o ator principal no filme Uma Linda Vida da Netflix.

## Carreira
Seu single de estréia é "Against the Odds" co-escrito por Kay & Ndustry, Larsen Kasper, Brodersen Ole, Richa Curtis e Wetterberg Johan e produzido por Kay & ndustry e GL Music Lasse Lindorff. "Against the Odds" foi lançado em setembro de 2011 atingindo o #23 lugar no Singles Chart.dinamarquês  O vídeo da música foi dirigido por Nicolas Tobias Følsgaard & Lodahl Jonas Andersen. Seu segundo single, lançado em  2012 "Nothing in Common" entrou no topo do Singles Chart dinamarquesa na #5 posição . Seu primeiro álbum, chamado "Colours" foi lançado em 19 de março de 2012, pela gravadora EMI Music, tendo alcançado o #4 das paradas dinamarquesas.
Em setembro de 2013, foi inciado os trabalhos referente ao seu futuro álbum, até então sem título. Com objetivo de dar uma cara mais pop para o som de Christopher, a faixa "Told You So" foi escolhida como primeiro single do projeto. O single conquistou o certificado de ouro em vendas na Dinamarca, se estabelecendo como a faixa de melhor desempenho do cantor até então. O álbum, também chamado "Told You So" foi lançado em 24 de março de 2014 e é certificado como ouro na Dinamarca, após vender mais de 10 mil cópias no país. O álbum também rendeu os singles "Crazy", "Mama", "Nympho" e "CPH Girls".

## Discografia

### Álbuns

#### Álbuns de estúdio
| Álbum       | Detalhes                                                                                  | Melhor posições nos charts | Certificações |
| Álbum       | Detalhes                                                                                  | DEN                        | Certificações |
| ----------- | ----------------------------------------------------------------------------------------- | -------------------------- | ------------- |
| Colours     | - Lançamento: 19 de março de 2012 - Gravadora: EMI - Formato: CD, download digital        | 4                          |               |
| Told You So | - Lançamento: 24 de março de 2014 - Gravadora: Parlophone - Formato: CD, download digital | 2                          | - IFPI: Ouro  |
| Closer      | - Lançamento: 15 de abril de 2016 - Gravadora: Parlophone - Formato: CD, download digital | 1                          | - IFPI: Ouro  |